# Боровня (Псковська область)
Боровня (рос. Боровня) — присілок в Гдовському районі Псковської області Російської Федерації.
Населення становить 49 осіб. Входить до складу муніципального утворення Черньовська волость.

## Історія
Від 2005 року входить до складу муніципального утворення Черньовська волость.

## Населення
| 2001 | 2002 | 2010 |
| ---- | ---- | ---- |
| 38   | ↗50  | ↘49  |